# Heimatkundliches Museum Sankt Gilgen

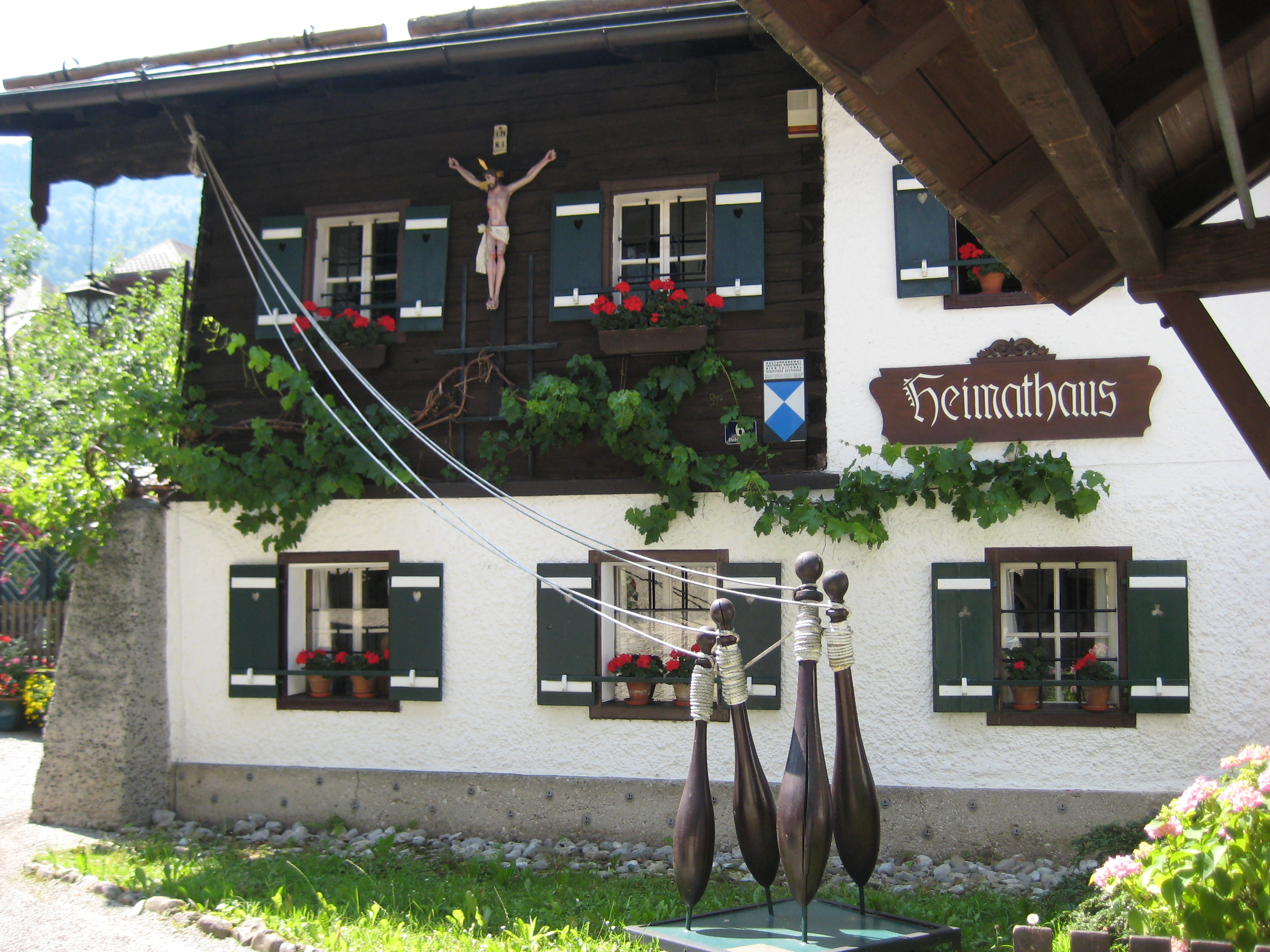
Seitenfront mit Eckpfeiler zur Giebelfront (2013)

Das Heimatkundliche Museum Sankt Gilgen als Stadl mit einem Seitenflurhaus des ehemaligen Wetzlgutes ist ein Heimatmuseum in der Gemeinde Sankt Gilgen im Bezirk Salzburg-Umgebung. Das Gebäude steht unter Denkmalschutz.
Der ehemalige Stadl des Wetzl-Gutes wurde 1652 urkundlich genannt. Das Seitenflurhaus mit giebelseitigem Eingang hat ein Obergeschoß im Blockbau mit Balkonen. Unterzüge wurden mit 1655, 1668 und 1770 bezeichnet.
Seit 1980 wird das Gebäude als Heimatmuseum genutzt und zeigt Objekte zur Geschichte lokaler Handwerkszweige, wie Drechslern, Klöppeln und Glasbläsern. Es gibt eine religiöse Sammlung, Krippenfiguren, sowie Möbel und Hausrat aus dem 19. Jahrhundert. Weiters gibt es Dokumentationen zu berühmten Gästen des Tourismusortes.

## Anerkennungen
- 1994 Österreichischer Museumspreis Anerkennungspreis
- 2001 der erstmals vergebene Salzburger Museumsschlüssel
- 2003 Österreichisches Museumsgütesiegel